# Max Tolle
Max Tolle  (* 12. August 1864 in Halberstadt; † 23. Dezember 1945 in  Mülheim an der Ruhr) war ein deutscher Maschinenbauingenieur und Ingenieurwissenschaftler.

## Leben
Nach dem Abitur in Halberstadt studierte er an der Friedrich-Wilhelms-Universität Berlin (1883/84) und danach an der TU Berlin, wo er 1887 seine Prüfung als Regierungsbauführer ablegte. In Berlin hörte er unter anderem bei Eugen Netto, Karl Weierstraß, Ernst Eduard Kummer und Gustav Kirchhoff. Ab 1889 war er Assistent für Maschinenbau an der TH Darmstadt und ab 1891 Lehrer an der Maschinenbauschule in Köln. 1900 wurde er Direktor am Technikum in Hildburghausen, wo er 1901 Professor wurde und nach Auflösung des Technikums in den Staatsdienst wechselte. Nachdem ein 1905 erschienenes Buch über die Regelung von Maschinen Anerkennung gefunden hatte, konnte er sich mit der Arbeit Ermittlung der Spannung krummer Stäbe, Berechnung von Schwungrädern an der TH Karlsruhe habilitieren. Er war zunächst Privatdozent in Karlsruhe, ab 1918 Honorarprofessor, ab 1921 planmäßiger außerordentlicher Professor (gleichzeitig wurde er promoviert mit der Arbeit Neue Methoden der Untersuchung von Torsionsschwingungen) und ab 1923 ordentlicher Professor. Er war dort der erste Professor für Technische Mechanik. 1933 emeritierte er. Die Nachfolger auf seinem Lehrstuhl waren Friedrich Tölke und Rudolf Sonntag (1937 bis 1960).

## Schriften
- Regelung der Kraftmaschinen. Berechnung der Konstruktion des Schwungräder des Massenausgleichs und der Kraftmaschinenregler in elementarer Behandlung, Berlin 1905, 3. Auflage 1921
- Beiträge zur Hütte z. B. 1892 in der 15. Auflage Überarbeitung der Mechanik, in der Auflage von 1899 verschiedene Maschinenbau-Kapitel. Insbesondere schrieb er in der 24. Auflage 1923 im Kapitel Mechanik einen Abschnitt Vektorrechnung; mit deren Formalismus war er über Rudolf Mehmke (Briefwechsel) und wahrscheinlich durch den Maschinenbauprofessor in Karlsruhe Richard Graßmann (einem Sohn von Hermann Graßmann, dem Begründer der Vektorrechnung in Deutschland), bei dem er sich habilitierte, bekannt geworden.